# تشارلز كاميلري
تشارلز كاميلري (بالإنجليزية: Charles Camilleri) هو ملحن مالطي، ولد في 7 سبتمبر 1931 في حمرون ‏ في مالطا، وتوفي في 3 يناير 2009 في مالطا.

## وصلات خارجية
- تشارلز كاميلري على موقع IMDb (الإنجليزية)
- تشارلز كاميلري على موقع ميوزك برينز (الإنجليزية)
- تشارلز كاميلري على موقع أول موفي (الإنجليزية)
- تشارلز كاميلري على موقع قاعدة بيانات الفيلم (الإنجليزية)
- تشارلز كاميلري على موقع كينوبويسك (الروسية)